# Peritrichia cognata
Peritrichia cognata är en skalbaggsart som beskrevs av Louis Albert Péringuey 1902. Peritrichia cognata ingår i släktet Peritrichia och familjen Melolonthidae. Inga underarter finns listade i Catalogue of Life.